# Brummen (Nederlandene)
 For alternative betydninger, se Brummen. (Se også artikler, som begynder med Brummen)
Brummen er en kommune i den nederlandske provins Gelderland. Kommunen har 20.750 indbyggere og dækker et areal på 85,05 km² (1,03 km² vand). Den vigtigste landsby er Brummen, den største by i hensyn til befolkningstal er Eerbeek.

## Beliggenhed
Landsbyen Brummen er beliggende mellem Zutphen og Dieren, inden for en kort afstand til floden IJssel. Over floden IJssel er en Færgeforbindelse til den lille by Bronkhorst.

## Andre landsbyer
Broek, Cortenoever, Empe, Hall, Leuvenheim, Oeken, Tonden og Voorstonden.

## Venskabsbysamarbejde
- Koriyama (Japan), siden 25. juni 1988
- Krotoszyn (Polen), siden 1989

## Eksterne link
- Wikimedia Commons har flere filer relateret til Brummen (Nederlandene)
- Hjemmesiden kommune Brummen

52°06′N 6°10′Ø / 52.1°N 6.17°Ø